# سیارک ۱۱۸۹۸
سیارک ۱۱۸۹۸ (به انگلیسی: 11898 Dedeyn، نامگذاری:1991GM9) یازده هزار و هشتصد و نود و هشتمین سیارک کشف شده‌است که در ۱۰ آوریل ۱۹۹۱ کشف شد.
قدر مطلق سیارک برابر ۱۳٫۱۰ است.